# William Gordon (Lord Strathnaver)
Pour les articles homonymes, voir William Gordon (homonymie).

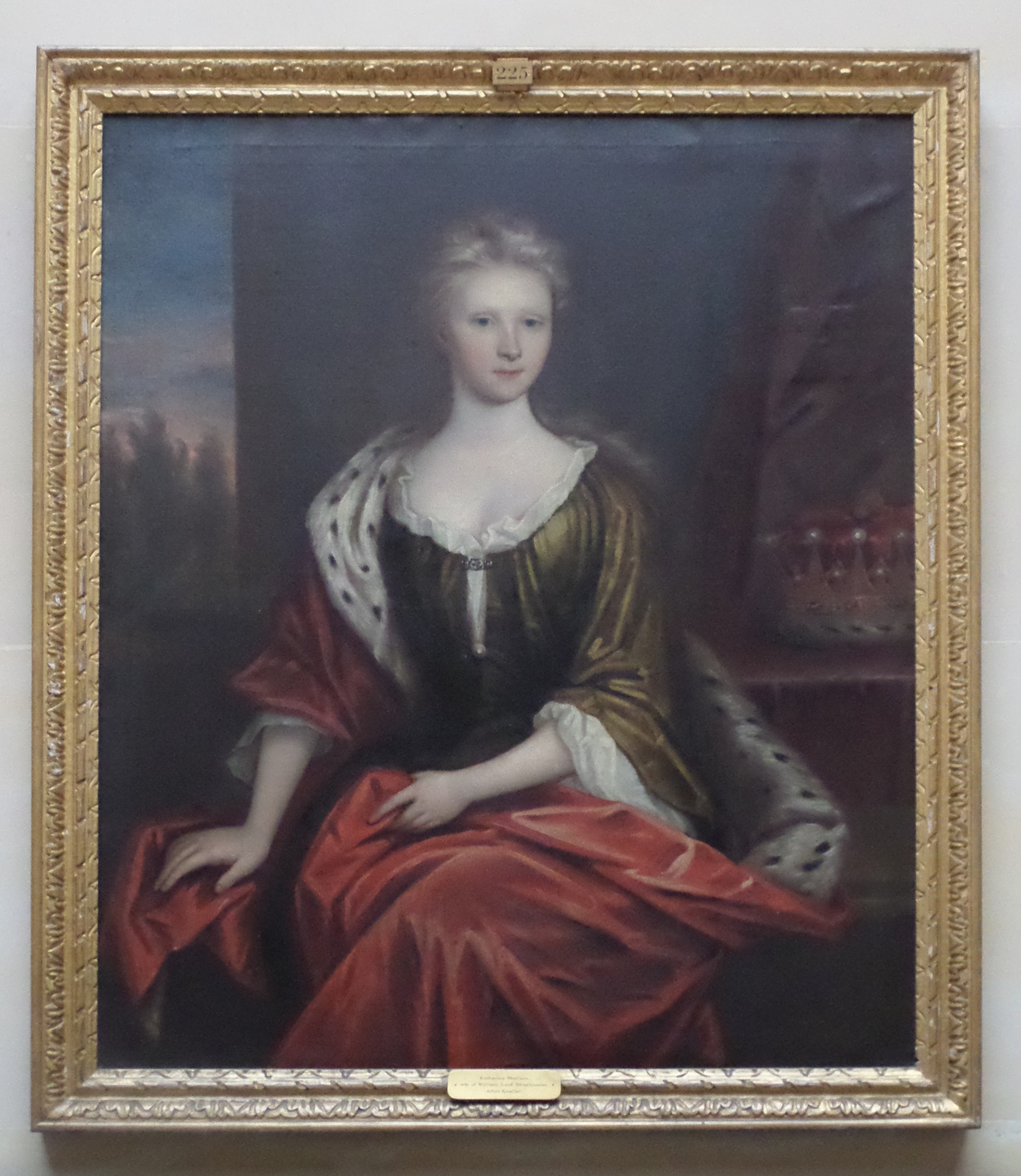
Katherine Morison, épouse de Lord Strathnaver. Exposé dans le château de Dunrobin à Sutherland, en Écosse.

William Gordon (19 décembre 1683 - 13 juillet 1720), connu sous le titre de courtoisie de Lord Strathnaver à partir du 4 mars 1703, est un homme politique écossais qui siège brièvement à la Chambre des communes britannique en 1708 jusqu'à ce qu'il soit déclaré inéligible, étant le fils aîné d'un pair écossais. En 1719, le nom de famille est changé en Sutherland, lorsque son père est reconnu comme le chef du clan Sutherland.

## Jeunesse
Lord Strathnaver est le fils aîné de John Gordon (16e comte de Sutherland) et sa première épouse Helen Cochrane, fille de William Cochrane, Lord Cochrane. Il s'engage dans l'armée en 1702 et est colonel d'infanterie. À ce moment-là, les effets de sa forte consommation d'alcool sont apparents. Il épouse, avec 60 000 merks, en vertu d'un contrat en date du 9 octobre 1705, Katharine Morison, fille du député William Morison. Son père lui confie alors la responsabilité du domaine Sutherland et, par conséquent, les intérêts électoraux de la famille .

## Carrière parlementaire
Strathnaver est élu lors d'un scrutin aux élections générales britanniques de 1708 comme premier député de Tain Burghs . Son élection, et celle d'un certain nombre d'autres héritiers des pairies écossaises, est contestée. Avant l'Acte d'Union de 1707, les fils aînés des pairs n'étaient pas éligibles au Parlement d'Écosse. Aucune restriction de ce genre n'existait pour le Parlement d'Angleterre. La question se pose de savoir si les fils aînés de pairs écossais peuvent être élus au Parlement de Grande-Bretagne, après l'Union.
Le 3 décembre 1708, la Chambre des communes décide de la question, car à ce moment-là, la Chambre juge elle-même l'éligibilité de ses membres plutôt que de laisser la question à un juge et rejette la motion. Lord Strathnaver est déclaré inéligible pour être député de Tain Burghs et quitte le siège.

## Fin de carrière
En octobre 1708, Strathnaver se rend avec son régiment en Flandre. En tant que colonel le plus âgé alors en service, il sollicite une promotion auprès du duc de Marlborough et son père intercède également en sa faveur. Cependant, rien ne se passe et, en juin 1710, il vend son commandement dans un accès de dépit. Il reste un partisan actif des Whigs et aide à l'élection des candidats Whigs en 1710 et 1713. Il est nommé amiral adjoint et bailie adjoint de Sutherland en 1711 et devient chambellan de Ross en 1715. Il prend le commandement d'un régiment de membres du clan Sutherland pour résister au soulèvement jacobite de 1715. Le rapport du général Wade sur les Highlands en 1724, estime le nombre d'hommes à porter les armes par Lord Sutherland et Strathnaver à 1000 . Pour ses efforts, son père obtient pour Strathnaver une pension de 500 £ par an, mais celle-ci n'est approuvée qu'en 1717, lorsqu'il reçoit une subvention de 1 250 £ de la prime royale pour combler les arriérés. Strathnaver devient shérif d'Inverness en 1718. En 1719, il redevient actif dans l'organisation de la résistance à une menace d'invasion jacobite .

## Mort et héritage
Lord Strathnaver tombe malade de consomption en 1719 et meurt avant son père le 13 juillet 1720. Il a huit fils dont quatre ont survécu. Son fils aîné ne lui survit que quelques mois et le deuxième fils, William, finit par accéder à la pairie. Sa veuve meurt en 1765 .